# Verwaltungsgliederung der Oblast Samara
Die Oblast Samara im Föderationskreis Wolga der Russischen Föderation gliedert sich in 27 Rajons und 10 Stadtkreise. Den Rajons sind insgesamt 12 Stadt- und 292 Landgemeinden unterstellt (Stand: 2010).

## Stadtkreise
| [ 1 ] | Stadtkreis       | Einwohner | Fläche (km²) | Bevölkerungs- dichte (Ew./km²) | Stadt- bevölkerung | Land- bevölkerung | Weitere Orte             | Anzahl städtischer Siedlungen | Anzahl ländlicher Siedlungen |
| ----- | ---------------- | --------- | ------------ | ------------------------------ | ------------------ | ----------------- | ------------------------ | ----------------------------- | ---------------------------- |
| II    | Kinel            | 50.787    | 58           | 876                            | 50.787             | –                 | Alexejewka, Ust-Kinelski | 3                             | –                            |
| III   | Nowokuibyschewsk | 112.309   | 88           | 1281                           | 110.374            | 1.935             |                          | 1                             | 6                            |
| IV    | Oktjabrsk        | 27.800    | 22           | 1275                           | 27.800             | –                 |                          | 1                             | –                            |
| V     | Otradny          | 47.709    | 28           | 1716                           | 47.709             | –                 |                          | 1                             | –                            |
| VI    | Pochwistnewo     | 29.101    | 18           | 1635                           | 28.327             | 774               |                          | 1                             | 1                            |
| VII   | Samara           | 1.133.798 | 466          | 2433                           | 1.133.754          | 44                |                          | 1                             | 2                            |
| I     | Schiguljowsk     | 62.553    | 65           | 965                            | 57.565             | 4.988             |                          | 1                             | 5                            |
| VIII  | Sysran           | 179.414   | 136          | 1319                           | 178.704            | 710               |                          | 1                             | 3                            |
| IX    | Togliatti        | 721.752   | 224          | 3222                           | 721.752            | –                 |                          | 1                             | –                            |
| X     | Tschapajewsk     | 73.375    | 187          | 392                            | 73.375             | –                 |                          | 1                             | –                            |

## Rajons
| [ 1 ] | Rajon                   | Einwohner | Fläche (km²) | Bevölkerungs- dichte (Ew./km²) | Stadt- bevölkerung | Land- bevölkerung | Verwaltungssitz         | Weitere Orte                                                 | Anzahl Stadt- gemeinden | Anzahl Land- gemeinden |
| ----- | ----------------------- | --------- | ------------ | ------------------------------ | ------------------ | ----------------- | ----------------------- | ------------------------------------------------------------ | ----------------------- | ---------------------- |
| 1     | Alexejewka              | 12.184    | 1891         | 6                              | –                  | 12.184            | Alexejewka              |                                                              | –                       | 5                      |
| 2     | Besentschuk             | 40.161    | 2020         | 20                             | 25.543             | 14.618            | Besentschuk             | Ossinki                                                      | 2                       | 11                     |
| 3     | Bogatoje                | 15.698    | 824          | 19                             | –                  | 15.698            | Bogatoje                |                                                              | –                       | 5                      |
| 4     | Bolschaja Gluschiza     | 20.389    | 2534         | 8                              | –                  | 20.389            | Bolschaja Gluschiza     |                                                              | –                       | 8                      |
| 5     | Bolschaja Tschernigowka | 18.281    | 2806         | 7                              | –                  | 18.281            | Bolschaja Tschernigowka |                                                              | –                       | 9                      |
| 6     | Borskoje                | 24.704    | 2103         | 12                             | –                  | 24.704            | Borskoje                |                                                              | –                       | 13                     |
| 24    | Chworostjanka           | 14.819    | 1845         | 8                              | –                  | 14.819            | Chworostjanka           |                                                              | –                       | 11                     |
| 9     | Issakly                 | 14.002    | 1577         | 9                              | –                  | 14.002            | Issakly                 |                                                              | –                       | 9                      |
| 8     | Jelchowka               | 9.922     | 1201         | 8                              | –                  | 9.922             | Jelchowka               |                                                              | –                       | 7                      |
| 10    | Kamyschla               | 11.378    | 824          | 14                             | –                  | 11.378            | Kamyschla               |                                                              | –                       | 6                      |
| 11    | Kinel                   | 29.056    | 2104         | 14                             | –                  | 29.056            | Kinel                   |                                                              | –                       | 12                     |
| 12    | Kinel-Tscherkassy       | 47.920    | 2469         | 19                             | –                  | 47.920            | Kinel-Tscherkassy       |                                                              | –                       | 13                     |
| 13    | Kljawlino               | 14.899    | 1256         | 12                             | –                  | 14.899            | Kljawlino               |                                                              | –                       | 11                     |
| 14    | Koschki                 | 25.766    | 1647         | 16                             | –                  | 25.766            | Koschki                 |                                                              | –                       | 13                     |
| 15    | Krasnoarmeiskoje        | 18.250    | 2129         | 9                              | –                  | 18.250            | Krasnoarmeiskoje        |                                                              | –                       | 12                     |
| 16    | Krasny Jar              | 51.952    | 2479         | 21                             | 23.789             | 28.163            | Krasny Jar              | Mirny, Nowosemeikino, Wolschski                              | 3                       | 10                     |
| 17    | Neftegorsk              | 31.672    | 1409         | 22                             | 18.732             | 12.940            | Neftegorsk              |                                                              | 1                       | 8                      |
| 18    | Pestrawka               | 17.293    | 1960         | 9                              | –                  | 17.293            | Pestrawka               |                                                              | –                       | 8                      |
| 19    | Pochwistnewo            | 27.985    | 2105         | 13                             | –                  | 27.985            | Pochwistnewo            |                                                              | –                       | 15                     |
| 20    | Priwolschje             | 23.865    | 1379         | 17                             | –                  | 23.865            | Priwolschje             |                                                              | –                       | 7                      |
| 26    | Schentala               | 17.107    | 1338         | 13                             | –                  | 17.107            | Schentala               |                                                              | –                       | 11                     |
| 27    | Schigony                | 20.878    | 2134         | 10                             | –                  | 20.878            | Schigony                |                                                              | –                       | 12                     |
| 21    | Sergijewsk              | 44.636    | 2756         | 16                             | 14.066             | 30.570            | Sergijewsk              | Suchodol                                                     | 1                       | 16                     |
| 22    | Stawropol               | 53.543    | 3662         | 15                             | –                  | 53.543            | Togliatti               |                                                              | –                       | 24                     |
| 23    | Sysran                  | 25.633    | 1887         | 14                             | 5.937              | 19.696            | Sysran                  | Balascheika, Meschduretschensk                               | 2                       | 13                     |
| 25    | Tschelno-Werschiny      | 17.273    | 1162         | 15                             | –                  | 17.273            | Tschelno-Werschiny      |                                                              | –                       | 11                     |
| 7     | Wolschski               | 82.277    | 2481         | 33                             | 36.559             | 45.718            | Samara                  | Petra Dubrawa, Roschtschinski, Smyschljajewka, Stroikeramika | 3                       | 12                     |

Anmerkungen:
1. 1 2  Nummer des Rajons/Stadtkreises (in alphabetischer Reihenfolge der Namen im Russischen)
2. 1 2  Einwohnerzahlen vom 1. Januar 2010 (Berechnung)
3. ↑  Siedlungen städtischen Typs
4. ↑  Siedlungen städtischen Typs bzw. Stadtgemeinden
5. 1 2 3 4 5  Stadt gehört nicht zum Rajon, sondern bildet eigenständigen Stadtkreis; Einwohnerzahl der Stadt nicht bei der Berechnung der Bevölkerungsdichte berücksichtigt
6. ↑  Siedlung städtischen Typs Stroikeramika gehört zur Stadtgemeinde Smyschljajewka